# Lista chorążych reprezentacji Borneo Północnego na igrzyskach olimpijskich
Lista chorążych reprezentacji Borneo Północnego na igrzyskach olimpijskich – lista zawodników i zawodniczek reprezentacji Borneo Północnego, którzy podczas ceremonii otwarcia nowożytnych igrzysk olimpijskich nieśli flagę Borneo Północnego.

## Chronologiczna lista chorążych
| Lp. | Rok i miejsce   | Chorąży          | Dyscyplina    |
| --- | --------------- | ---------------- | ------------- |
| 1   | 1956, Melbourne | Gabuh Bin Piging | Lekkoatletyka |